# Thorleif Kristoffersen
Thorleif Asbjørn Kristoffersen (* 29. September 1900 in Fredrikstad; † 25. August 1971 in Stokke) war ein norwegischer Segler.

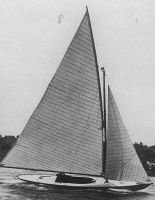
8-Meter-Klasse Sildra NOR, Olympische Spiele 1920

## Erfolge
Thorleif Kristoffersen, Mitglied des Kongelig Norsk Seilforening, wurde 1920 in Antwerpen bei den Olympischen Spielen in der 8-Meter-Klasse nach der International Rule von 1919 Olympiasieger. Mit der Sildra kam er in drei Wettfahrten stets vor dem zweiten norwegischen Boot Lyn und dem belgischen Boot Antwerpia V als Erster ins Ziel, weshalb die Sildra die Regatta auf dem ersten Platz beendete. Zur Crew gehörten außerdem neben Skipper Magnus Konow noch Reidar Martiniuson und Ragnar Vik.